# Ассоциация Геркулеса — Лиры
Ассоциация Геркулеса — Лиры — это одна из ближайших к нам молодых ассоциаций звёзд, расположенная на среднем расстоянии около 81 светового года от нас.
В 1998 году, исследуя движение молодых похожих на Солнце звёзд, находящихся недалеко от нашей Солнечной системы, астрономы обнаружили группу из четырёх объектов, двигающихся с одинаковой скоростью. Их соответствующие названия: HD 166, HD 206860, HD 82443 и HD 97334B. Позже другая группа исследователей расширила данную ассоциацию до 15 кандидатов, находящихся в пределах до 25 парсек, предложив назвать её ассоциацией Геркулеса-Лиры. Дальнейшие исследования позволили определить точное количество членов ассоциации (10) и возможных кандидатов (15).

## Список звёзд ассоциации
Отсортировано по увеличению прямого восхождения.
| Наименование | Прямое восхождение | Склонение       | Спектральный класс | Расстояние (пк) | Примечание                              |
| HD 166       | 00ч 06м 36,78с     | +29° 01′ 17,41″ | K0 V               | 13,7            |                                         |
| HD 10008     | 01ч 37м 35,47с     | −06° 45′ 37,52″ | G5 V               | 23,6            | Имеет осколочный диск.                  |
| HD 233153    | 05ч 41м 30,73с     | +53° 29′ 23,28″ | M0,5               | 12,5            |                                         |
| HIP 37288    | 07ч 39м 23,04с     | +02° 11′ 01,18″ | K7                 | 14,9            |                                         |
| HD 70573     | 08ч 22м 49,95с     | +01° 51′ 33,55″ | G6 V               | 45,7            | Имеет планету b.                        |
| HIP 53020    | 10ч 50м 52,06с     | +06° 48′ 29,34″ | M4                 | 12,9            |                                         |
| GJ 560B      | 14ч 42м 30,42с     | −64° 58′ 30,50″ | K5 V               | 16,4            | Образует двойную с α Циркуля.           |
| HD 139664    | 15ч 41м 11,38с     | −44° 39′ 40,34″ | F5 V               | 17,5            | Имеет осколочный диск.                  |
| HD 206860    | 21ч 44м 31,33с     | +14° 46′ 18,98″ | G0 V               | 18,4            | Имеет коричневый карлик и пылевой диск. |
| HD 213845    | 22ч 34м 41,64с     | −20° 42′ 29,56″ | F7 V               | 22,7            |                                         |